# Cau del Duc d'Ullà
El Cau del Duc d'Ullà és una cova càrstica d'Ullà (Baix Empordà), inclosa a l'Inventari del Patrimoni Arqueològic i Paleontològic de Catalunya.

## Accès
Es troba al vessant sud de la muntanya d'Ullà al massís del Montgrí. De mides més reduïdes que el Cau del Duc del Montgrí aquesta cova presenta una inclinació cap a l'interior formant una cubeta que permeté l'acumulació i fixació de nivells de sediments d'interès prehistòric en un material de tipus bretxa calcària.

## Història
Les primeres mencions d'aquest lloc d'interès per a l'arqueologia corresponen al 1922 per Matías Pallarés i un jove Pericot que estudia, a més d'aquest cau, el Tossal Gros i el Cau del Duc; Eduard Ripoll (deixeble de Pericot) i Henry de Lumley publiquen la monografia «Paleolítico medio en Cataluña» (1965) on fan servir els útils extrets en l'excavació de Pericot dipositats al Museu Arqueològic de Barcelona. Tanmateix l'excavació sistemàtica s'inicià l'hivern del 1974 que s'allarguen en diverses intervencions fins al 1977. Les excavacions foren desenvolupades mitjançant l'esforç de vilatans de Torroella agrupats sota l'empara del Centre d'Estudis del Montgrí (germen de l'actual Museu de la Mediterrània), escolars del Col·legi Guillem de Montgrí, i membres de l'Associació Arqueològica de Girona (Enric Jiménez, Josep Canal, Eudald Carbonell i Estévez Foscalera). Així mateix fou realitzada una topografia de la cova per Josep Pascual (maig de 1977).

## Troballes
Les restes òssies extretes i identificades inclouen sobretot restes de conills (Oryctolagus cuniculus), cabra (Capra sp. i Capra ibex), cabirols (Capreolus), cérvols (Cervus sp.), cavalls (Equus hydruntinus i Equus sp.) i isards (Rupicapra rupicapra), però també, esporàdiques restes de carnívors (Ursus deningeri, Vulpes vulpes, Canis lupus, Panthera pardus, Lynx pardina, Lynx spelaea, Mustela nivalis) i de grans herbívors (Bos bison, Dicerorhinus) i altres espècies com el senglar (Sus scrofa) o les tortugues (Testudo sp.)
Pel que fa als artefactes de pedra estan majoritàriament elaborats en quars, però també presents el pòrfir, la quarsita, la roca calcària i la cornubianita; i inclouen més ascles que no pas còdols pel que se suposa que l'elaboració de la pedra es produïa a l'exterior del cau. Es consideren dos períodes d'ocupació no continua corresponents al Würm i el Riss.